# Насрулла-хан
Насрулла-хан (1874 — 1920) — син еміра Афганістану Абдуррахмана, який у 1919 році упродовж тижня утримував афганський престол.

## Ранні роки
Насрулла був другим з трьох синів Абдуррахмана. Народився у 1874 році в Самарканді, коли його батько жив у вигнанні в Російському Туркестані.
У 1880 році Абдуррахман скористався англо-афганською війною, щоб захопити владу в Афганістані, й був визнаний англійцями еміром Афганістану, в результаті чого його сини Хабібулла і Насрулла стали шах-заде («спадковими принцами»).

## Подорож Європою
У 1895 році еміра Абдуррахмана запросили здійснити державний візит до Великої Британії. Оскільки здоров'я не дозволило еміру вирушити у таку подорож, то він відрядив замість себе шах-заде Насруллу. Насрулла відплив з Бомбея 29 квітня 1895 року у супроводі свити з 90 чоловік, і 23 травня вступив на англійську землю в Портсмуті. 27 травня його прийняла королева Вікторія у Віндзорському замку. Під час візиту до Великої Британії Насрулла побачив Liverpool Overhead Railway, Ескотські перегони, Глазго й артилерійський полігон Elswick Ordnance Company у Біттерліс-Бенкс. Щоб підтримати новостворений Ліверпульський мусульманський інститут, він пожертвував 2500 фунтів стерлінгів Вільяму Абдаллі Квільяму.
3 вересня 1895 року Насрулла-хан вирушив з Лондона у Париж, потім — в Рим і Неаполь, і 16 жовтня 1895 року прибув у Карачі. Через Кветту, Чаман і Кандагар він повернувся до Кабула. На думку журналу «National Geographic», це була найдовша подорож, яку будь-коли здійснював афганець.
У 1895 році за заслуги перед Великою Британією королева Вікторія нагородила Насруллу і його брата Хабібуллу орденом Святого Михайла і Святого Георгія.

## За часів правління Хабібулли-хана
3 жовтня 1901 року емір Абдуррахман помер у віці 57 років, і за правом первородства трон успадкував його старший син Хабібулла-хан. Розглядаючи Насруллу як потенційного суперника, Хабібулла почав його задобрювати: Насрулла-хан став головнокомандувачем афганської армії, а згодом Хабібулла зробив Насруллу спадкоємцем престолу замість свого власного сина.
За часів свого правління Абдуррахман жорстоко придушував усі прояви опозиції своєму режиму. До числа притиснутих потрапили і релігійні кола, які тепер побачили свою опору в Насруллі — той був релігійною людиною і був хафізом.
Відповідно до Гандамакської угоди Афганістан мав обмежити свої зв'язки з «зоною племен» — особливо з племенами, що проживали з британської сторони «лінії Дюрана», однак Насрулла почав тиснути на свого брата Хабібуллу, щоб спонукнути його використовувати афганський вплив на племена для зміцнення позицій Афганістану у відносинах з Великою Британією, й Хабібулла пристав на бік Насрулли.
Після початку Першої світової війни рух «младоафганців», який очолювали журналіст Махмуд-бек Тарзі і син Хабібулли Аманулла, почав агітувати за вступ до війни на боці Центральних держав. Насрулла-хан і релігійні кола, що стояли за ним, підтримали це прагнення, однак Хабібулла-хан вирішив, що Афганістан надто слабкий, щоб воювати з Великою Британією, й віддав перевагу збереженню нейтралітету країни.

## Спадкування престолу і смерть
У лютому 1919 року Хабібулла-хан вирушив на полювання до провінції Лагман. Серед осіб, які його супроводжували, були Насрулла-хан, старший син Інаятулла-хан і головнокомандувач Мухаммед Надір-шах. Ввечері 20 лютого 1919 року Хабібулла-хан був убитий у своєму шатрі невідомим.
Супроводжувачі Хабібулли вирушили на південний схід, і 21 лютого 1919 року в Джелалабаді Насрулла за підтримки Інаятулли проголосив себе новим еміром. Однак Аманулла-хан, отримавши звістку про подію, негайно захопив казну в Кабулі й організував державний переворот. Він захопив контроль над Кабулом і центральним урядом, та заарештував прибічників Насрулли. 28 лютого 1919 року Аманулла-хан проголосив себе еміром Афганістану, а 3 березня заарештував Насруллу.
13 квітня того ж року Насрулла постав перед судом еміра в Кабулі. Його було звинувачено у смерті Хабібулли й засуджено до довічного ув'язнення. За рік Насрулла був убитий у в'язниці.